# Gasteria rawlinsonii
Gasteria rawlinsonii är en grästrädsväxtart som beskrevs av Anna Amelia Obermeyer. Gasteria rawlinsonii ingår i släktet Gasteria och familjen grästrädsväxter. Inga underarter finns listade i Catalogue of Life.